# Comisión Shvérnik
La Comisión Shvérnik (en ruso: комиссия Шверника) fue la denomincación informal con la que se conoció a un pequeño organismo del Presidium del Comité Central del Partido Comunista de la Unión Soviética, presidida por Nikolái Shvérnik. Esta comisión tenía como objetivo investigar las represiones políticas en la URSS durante el régimen de Iósif Stalin. Estuvo compuesta por varios miembros, entre los que cabe señalar a Aleksandr Shelepin, Zinovi Serdiuk, Román Rudenko, N. Mirónov, y Vladímir Semichastny. 
Esta comisión fue la segunda de su tipo, habiendo existido un precedente dirigido por Viacheslav Mólotov. La comisión funcionó entre 1961 y 1963 y tuvo como resultado un informe de cerca de 200 páginas, en las cuales se detallaba los mecanismos para la fabricación de los falsos juicios realizados en contra de Nikolái Bujarin, Grigori Zinóviev y Mijaíl Tujachevski, entre otros. El informe se elaboró en gran medida con declaraciones individuales de antiguos miembros del NKVD y otras víctimas de la represión, además de variados documentos oficiales. Como conclusión, la comisión recomendó la rehabilitación política de todos los acusados individuales, con las excepciones de Karl Rádek (los documentos relativos a su caso requerían más tiempo para ser evaluados) y a Génrij Yagoda por ser el mismo un criminal y el autor de varios de los Procesos de Moscú.
La comisión declaró que:
"Stalin cometió un gran crimen en contra del Partido Comunista, el estado soviético, el pueblo soviético y al movimiento revolucionario mundial… Junto a Stalin, la responsabilidad por el abuso de la ley, las descontroladas represiones masivas y la muerte de muchos miles de inocentes, también recaen en Mólotov, Kaganóvich, Malenkov…"
- Datos: Q261536